# André-Roch-François-Marie Gillet de Valbreuze
André-Roch-François-Marie Gillet de Valbreuze (30 mai 1776, Lyon - 2 février 1865, Lyon), est un homme politique français.

## Biographie
Issu d'une famille de noblesse de robe du XVIIIe siècle, André est le fils de l'avocat lyonnais Jean François Gillet (1740 - 1788) et de son épouse, Jeanne Marie Fourrat (1754 - 1783).
Il est le père de cinq enfants et le grand-père de treize enfants.
Propriétaire à Lyon, il fut élu, le 16 mai 1822, député du collège de département du Rhône. Il fit partie de la majorité ministérielle et siégea jusqu'en 1824.

## Sources
- « André-Roch-François-Marie Gillet de Valbreuze », dans Adolphe Robert et Gaston Cougny, Dictionnaire des parlementaires français, Edgar Bourloton, 1889-1891 [détail de l’édition]